# Commissario europeo per i servizi finanziari
Il commissario europeo per i servizi finanziari è un membro della Commissione europea. L'incarico è ricoperto dal 1º dicembre 2024 dalla portoghese Maria Luís Albuquerque.

## Competenze
Questo incarico è stato istituito nel 2014 e ha il compito di dirigere e controllare il settore finanziario e la libera circolazione dei capitali all'interno del Mercato unico europeo. È stato creato nell'ambito della risposta europea alla crisi finanziaria del 2008 e volto al controllo del mercato unico dei servizi, un argomento politicamente sensibile per alcuni stati membri.
Al Commissario per i servizi finanziari fa capo dal 2019 la Direzione generale per la stabilità finanziaria, i servizi finanziari e il mercato unico dei capitali (DG FISMA), attualmente diretta da Oliver Guersent.

## Il commissario attuale
L'incarico è attualmente ricoperto da Maria Luís Albuquerque, con il titolo di commissario europeo per i servizi finanziari e l'unione dei risparmi e degli investimenti.

## Cronologia
|   | Nome                   | Paese       | Periodo        | Commissione                  | Incarico                                                                    |
| - | ---------------------- | ----------- | -------------- | ---------------------------- | --------------------------------------------------------------------------- |
| 1 | Jonathan Hill          | Regno Unito | 2014-2016      | Commissione Juncker          | Stabilità finanziaria, Servizi finanziari e Mercato unico dei capitali      |
| 2 | Valdis Dombrovskis     | Lettonia    | 2016-2020      | Commissione Juncker          | Stabilità finanziaria, Servizi finanziari e Mercato unico dei capitali      |
| 2 | Valdis Dombrovskis     | Lettonia    | 2016-2020      | Commissione von der Leyen I  | Economia al servizio delle persone e servizi finanziari                     |
| 3 | Mairead McGuinness     | Irlanda     | 2020-2024      | Commissione von der Leyen I  | Stabilità finanziaria, Servizi finanziari e Unione dei mercati dei capitali |
| 4 | Maria Luís Albuquerque | Portogallo  | 2024-in carica | Commissione von der Leyen II | Servizi finanziari e Unione dei risparmi e degli investimenti               |